# Division III i världsmästerskapet i ishockey för herrar 2014
Division III i världsmästerskapet i ishockey för herrar 2014 genomfördes 6 april-12 april 2014 i Luxemburg, Luxemburg.
Till huvudturneringen kvalificerade lag:
- Bulgarien (37) – Flyttades ned från Division II Grupp B inför VM 2014
- Nordkorea (45)
- Luxemburg (43)
- Förenade arabemiraten (47)
- Georgien (48) - Första VM-turneringen någonsin
- Hongkong (*) - Första VM-turneringen på 27 år

Siffrorna inom parentes anger lagets placering på IIHF:s världsrankinglista 2013. *Hongkong saknade placering i rankningslistan 2013.

## Resultat
Spelplats: Kockelscheuer Ice Rink,  Kockelscheuer, Luxemburg
| Lag                   | S | V | ÖV | ÖF | F | GM | IM | MS  | P  |
| --------------------- | - | - | -- | -- | - | -- | -- | --- | -- |
| Bulgarien             | 5 | 5 | 0  | 0  | 0 | 48 | 13 | +35 | 15 |
| Nordkorea             | 5 | 4 | 0  | 0  | 1 | 54 | 11 | +43 | 12 |
| Luxemburg             | 5 | 3 | 0  | 0  | 2 | 43 | 16 | +27 | 9  |
| Hongkong              | 5 | 1 | 1  | 0  | 3 | 17 | 27 | −10 | 5  |
| Förenade arabemiraten | 5 | 1 | 0  | 1  | 3 | 14 | 34 | −20 | 4  |
| Georgien              | 5 | 0 | 0  | 0  | 5 | 3  | 78 | −75 | 0  |

|  | Lag som kvalificerar sig till Division II B inför VM 2015. |

### Matcher
Alla tider är lokala (UTC+2)
| 6 april 2014 12:30 | Hongkong | 2−1 1−1, 0−0, 0−0, 0−0, 1−0 | Förenade arabemiraten | Kockelscheuer Ice Rink Kockelscheuer |

|  |  | Matchsummering |  | Åskådare: 100 |  |
|  |  |                |  |               |  |

| 6 april 2014 16:15 | Nordkorea | 22−1 6−0, 9−0, 7−1 | Georgien | Kockelscheuer Ice Rink Kockelscheuer |

|  |  | Matchsummering |  | Åskådare: 100 |  |
|  |  |                |  |               |  |

| 6 april 2014 19:45 | Luxemburg | 5−8 2−3, 3−3, 0−2 | Bulgarien | Kockelscheuer Ice Rink Kockelscheuer |

|  |  | Matchsummering |  | Åskådare: 800 |  |
|  |  |                |  |               |  |

| 7 april 2014 12:30 | Georgien | 0−12 0−4, 0−3, 0−5 | Hongkong | Kockelscheuer Ice Rink Kockelscheuer |

|  |  | Matchsummering |  | Åskådare: 100 |  |
|  |  |                |  |               |  |

| 7 april 2014 16:00 | Bulgarien | 11−5 5−3, 5−1, 1−1 | Förenade arabemiraten | Kockelscheuer Ice Rink Kockelscheuer |

|  |  | Matchsummering |  | Åskådare: 100 |  |
|  |  |                |  |               |  |

| 7 april 2014 19:30 | Nordkorea | 7−3 4−0, 3−0, 0−3 | Luxemburg | Kockelscheuer Ice Rink Kockelscheuer |

|  |  | Matchsummering |  | Åskådare: 850 |  |
|  |  |                |  |               |  |

| 9 april 2014 12:30 | Bulgarien | 19−1 10−0, 4−1, 5−0 | Georgien | Kockelscheuer Ice Rink Kockelscheuer |

|  |  | Matchsummering |  | Åskådare: 100 |  |
|  |  |                |  |               |  |

| 9 april 2014 16:00 | Nordkorea | 12−2 3−2, 4−0, 5−0 | Hongkong | Kockelscheuer Ice Rink Kockelscheuer |

|  |  | Matchsummering |  | Åskådare: 100 |  |
|  |  |                |  |               |  |

| 9 april 2014 19:30 | Luxemburg | 8−1 4−0, 4−0, 0−1 | Förenade arabemiraten | Kockelscheuer Ice Rink Kockelscheuer |

|  |  | Matchsummering |  | Åskådare: 850 |  |
|  |  |                |  |               |  |

| 11 april 2014 12:30 | Förenade arabemiraten | 1−12 0−3, 1−4, 0−5 | Nordkorea | Kockelscheuer Ice Rink Kockelscheuer |

|  |  | Matchsummering |  | Åskådare: 100 |  |
|  |  |                |  |               |  |

| 11 april 2014 16:00 | Hongkong | 1−6 1−1, 0−3, 0−2 | Bulgarien | Kockelscheuer Ice Rink Kockelscheuer |

|  |  | Matchsummering |  | Åskådare: 100 |  |
|  |  |                |  |               |  |

| 11 april 2014 19:30 | Georgien | 0−19 0−7, 0−6, 0−6 | Luxemburg | Kockelscheuer Ice Rink Kockelscheuer |

|  |  | Matchsummering |  | Åskådare: 850 |  |
|  |  |                |  |               |  |

| 12 april 2014 12:30 | Bulgarien | 4−1 0−1, 2−0, 2−0 | Nordkorea | Kockelscheuer Ice Rink Kockelscheuer |

|  |  | Matchsummering |  | Åskådare: 500 |  |
|  |  |                |  |               |  |

| 12 april 2014 16:00 | Förenade arabemiraten | 6−1 1−0, 3−1, 2−0 | Georgien | Kockelscheuer Ice Rink Kockelscheuer |

|  |  | Matchsummering |  | Åskådare: 500 |  |
|  |  |                |  |               |  |

| 12 april 2014 19:30 | Luxemburg | 8−0 5−0, 0−0, 3−0 | Hongkong | Kockelscheuer Ice Rink Kockelscheuer |

|  |  | Matchsummering |  | Åskådare: 900 |  |
|  |  |                |  |               |  |

## Läs mer
- Världsmästerskapet i ishockey för herrar 2014